# Damlaba Mendy
Pour les articles homonymes, voir Mendy.
Damlaba Mendy, orthographié parfois Danlaba Mendy, né le 20 février 1976 à Trappes (Yvelines), est un footballeur français d'ascendance sénégalaise. 

## Biographie
Originaire des Yvelines, il débute à Versailles avant de partir à 18 ans aux IMG Academies (en) en Floride. En 1998, il intègre l'effectif du prestigieux Grêmio Porto Alegre au Brésil. Il y dispute 3 matchs avec l'équipe première. Il est le premier (et, jusqu'en 2023, le seul) footballeur français à avoir joué en première division brésilienne.  
En 1999, il rentre en France et signe un contrat de trois ans à l'ES Troyes, en Division 1. Il joue la première année, au cours de laquelle il disparaît sans donner de nouvelles pendant plusieurs semaines. Il ne joue plus en équipe première les deux saisons suivantes. Son contrat de footballeur n'est pas renouvelé. Certaines sources évoquent par la suite un retour au Sénégal, d'autres des passages à Dieppe et Noisy-le-Sec. 
Après sa conversion à l'islam, Damlaba Mendy s'investit dans la prédication islamique dans sa ville natale de Trappes. Il invite notamment le footballeur Nicolas Anelka, également natif de la cité, en petit pèlerinage à La Mecque et fait venir l'humoriste Jamel Debbouze à la mosquée.  

## Carrière de joueur
- FC Versailles ( France)
- IMG Academies (en) ( États-Unis)
- 1998-1999 : Grêmio Porto Alegre ( Brésil)
- 1999-2002 : ES Troyes AC ( France, 19 matches en Division 1 lors de la saison 1999-2000)[5]